# If I Could Choose
Chansons représentant l'Irlande au Concours Eurovision de la chanson
Come Back to Stay
(1966) Chance of a Lifetime
(1968)
Singles de Sean Dunphy and the Hoedowners
4033
(1967) Talking Love
(1967)
If I Could Choose (« Si je pouvais choisir ») est une chanson interprétée par le chanteur irlandais Sean Dunphy qui représente l'Irlande au Concours Eurovision de la chanson 1967.

## À l'Eurovision
If I Could Choose est la chanson ayant été sélectionnée pour représenter l'Irlande au Concours Eurovision de la chanson 1967 le 8 avril à Vienne, en Autriche.
La chanson est intégralement interprétée en anglais, l'une des deux langues officielles de l'Irlande, comme l'impose la règle entre 1966 et 1973. L'orchestre est dirigé par Noel Kelehan.
If I Could Choose est la dix-septième et dernière chanson interprétée lors de la soirée du concours, suivant Non andare più lontano de Claudio Villa pour l'Italie.
À l'issue du vote, elle a obtenu 22 points et se classe 2e sur 17 chansons, derrière la chanson gagnante Puppet on a String de Sandie Shaw pour le Royaume-Uni,.

## Liste des titres
| A1. | If I Could Choose | Wesley Burrowes, Michael Coffey          | 2:45 |
| B1. | Yellow Bandana    | Al Gorgoni, Larry Kolber, Steve Karliski | 2:15 |

## Classements

### Classements hebdomadaires
| Classement (1967)               | Meilleure position |
| ------------------------------- | ------------------ |
| Belgique (Wallonie Ultratip 50) | Tip                |
| Irlande (IRMA)                  | 2                  |

## Historique de sortie
| Pays        | Date | Format                          | Label                      |
| ----------- | ---- | ------------------------------- | -------------------------- |
| Irlande,    | 1967 | 45 tours                        | Pye                        |
| Allemagne   | 1967 | 45 tours                        | Pye, Hit-Ton Schallplatten |
| Espagne     | 1967 | super 45 tours                  | Pye, Hispavox              |
| États-Unis  | 1967 | 45 tours promotionnel           | Warner Bros.               |
| France      | 1967 | super 45 tours                  | Pye                        |
| Italie      | 1967 | 45 tours                        | Pye                        |
| Norvège     | 1967 | 45 tours                        | Pye                        |
| Royaume-Uni | 1967 | 45 tours, 45 tours promotionnel | Pye                        |
| Turquie     | 1967 | 45 tours                        | Pye                        |